# 炭鉱災害による一酸化炭素中毒症に関する特別措置法
炭鉱災害による一酸化炭素中毒症に関する特別措置法（たんこうさいがいによるいっさんかたんそちゅうどくしょうにかんするりんじそちほう、昭和42年7月28日法律第92号）は、炭鉱災害による一酸化炭素中毒症に関し、一酸化炭素中毒症にかかった労働者に対して特別の保護措置を講ずること等により、労働者の福祉の増進に寄与することに関する法律である。CO法と略称される。
この法律は、1963年（昭和38年）の三井三池三川炭鉱炭じん爆発以降、炭鉱災害による一酸化炭素中毒症に関する特別措置の要請が強まってきたことに鑑み、第55回特別国会に同法案が提出され、一部修正の上、1967年（昭和42年）成立、同年10月25日に施行された。

## 構成
本則全16条及び附則からなる（第8条は削除）。

## 目的・定義
この法律は、炭鉱災害による一酸化炭素中毒症に関し、一酸化炭素中毒症にかかった労働者に対して特別の保護措置を講ずること等により、労働者の福祉の増進に寄与することを目的とする（第1条）。
この法律において、以下に掲げる用語の意義は、それぞれに定めるところによる（第2条）。
- 炭鉱災害　石炭鉱業を行なう事業場におけるガス又は炭じんの爆発その他厚生労働省令で定める災害をいう。
  - 「厚生労働省令で定める災害」とは、坑内における火災（自然発火を含む。）とする（施行規則第1条）。
- 一酸化炭素中毒症　一酸化炭素による中毒及びその続発症をいう。
- 使用者　労働安全衛生法第2条3号に規定する事業者をいう。
- 労働者　労働基準法第9条に規定する労働者（同居の親族のみを使用する事業又は事務所に使用される者及び家事使用人を除く。）をいう。

## 使用者及び労働者の義務
使用者及び労働者は、労働安全衛生法及び鉱山保安法の規定によるほか、炭鉱災害により一酸化炭素が発生した場合における一酸化炭素中毒症の防止について適切な措置を講ずるように努めなければならない（第3条）。
使用者は、炭鉱災害による一酸化炭素中毒症にかかった労働者の労働条件について、その者が当該一酸化炭素中毒症にかかった者であることを理由として一切の差別的取扱いをしてはならない（第4条）。

## 健康診断
使用者は、炭鉱災害により一酸化炭素が発生した際業務上の必要によりその発生に係る場所におり、又はその直後業務上の必要により当該場所に立ち入った労働者（以下「被災労働者」という。）に対し、遅滞なく、厚生労働省令で定めるところにより、専門の医師による一酸化炭素中毒症に関する健康診断を行なわなければならない（第5条1項）。
- この健康診断は、次の各号に掲げる検査によって行なわなければならない。ただし、1.については、被災労働者が当該炭鉱災害により発生した一酸化炭素を吸入した時から5時間以内に行なうことが著しく困難な場合においては、この限りでない（施行規則第2条）。

1. 一酸化炭素ヘモグロビンの検査
2. 顔貌ぼう、脈搏はく、血圧、外傷等の全身状態の検査
3. 意識状態の検査
4. 頭痛等の自覚症状の検査
5. 運動障害、感覚障害、視力障害、失行、失認、失語、発汗過多その他の自律神経症状等の神経症状の検査
6. 無欲、不関その他の情動障害、自発性減退、見当識障害、記銘障害、記憶障害、計算障害、思考障害等の精神症状の検査

使用者（被災労働者を当該炭鉱災害が起こった時から引き続き使用する使用者に限る。以下第7条までにおいて同じ。）は、当該被災労働者（当該炭鉱災害による一酸化炭素中毒症について現に労働者災害補償保険法の規定による療養補償給付又は労働基準法の規定による療養補償を受けている被災労働者及び第9条に規定する被災労働者を除く。）に対し、当該炭鉱災害が起こった日から起算して2年を経過するまでの間（当該炭鉱災害による一酸化炭素中毒症にかかったと認められた被災労働者については、当該一酸化炭素中毒症が治ったと認められた日から起算して2年を経過するまでの間）、厚生労働省令で定めるところにより、定期に、専門の医師による一酸化炭素中毒症に関する健康診断を行わなければならない（第5条2項）。
被災労働者は、正当な理由がある場合を除き、前二項の規定により使用者が行なう健康診断を受けなければならない。ただし、使用者が指定した医師の行なう健康診断を受けることを希望しない場合において、他の専門の医師の行なう前二項の規定による健康診断に相当する健康診断を受け、その結果を証明する書面その他厚生労働省令で定める物件を使用者に提出したときは、この限りでない（第5条3項）。
使用者は、厚生労働省令で定めるところにより、第1項及び第2項の規定による健康診断並びに前項ただし書に規定する健康診断に関する記録を作成し、これを5年間保存しなければならない（第5条4項）。
使用者は、第1項又は第2項の規定により健康診断を行なった場合においては、その限度において、労働安全衛生法第66条第1項又は第2項の規定による健康診断を行なわなくてもよい。被災労働者が第3項但書に規定する健康診断を受けた場合においても、同様とする（第5条5項）。

## 介護料
法制定時は第8条にて、療養補償給付を受けている被災労働者であって、常時介護を必要とするものに対し介護料を支給する旨の規定があった。その趣旨は、通常の場合、被災労働者の療養中は看護師等によって必要な看護が行われ、療養の一部としての看護により一定の範囲において患者の介助も行われるので、その限りでは特別の介護を要しないが、炭鉱災害による一酸化炭素中毒患者で重篤な精神神経障害を呈するものについては、看護のほか、さらに家族等による介護を要する例が少なくないので、常に介護を要する者には、介護に要する費用として、介護料を支給することとしたものである（平成8年4月10日基発228号、平成27年3月31日基発0331第23号）。平成8年4月1日に労働者災害補償保険法の改正法が施行され同法に介護補償給付が新設されたことにより、これに統合される形で第8条は削除されたが、改正法施行日の前日において介護料の支給を受ける権利を有していた被災労働者については、第8条の規定は、なおその効力を有することとされている。
令和2年4月以降の介護料は以下の通り（平成27年3月31日基発0331第23号）。
- 常時監視及び介助を要するもの - 月額72,990円（その月において、介護に要する費用として支出された費用の額が72,990円を超える場合は、当該支出された費用の額（その額が166,950円を超えるときは、166,950円））
- 常時監視を要し、随時介助を要するもの - 月額54,790円（その月において、介護に要する費用として支出された費用の額が54,790円を超える場合は、当該支出された費用の額（その額が125,260円を超えるときは、125,260円））
- 常時監視を要するが通常は介助を要しないもの - 月額36,500円（その月において、介護に要する費用として支出された費用の額が36,500円を超える場合は、当該支出された費用の額（その額が83,480円を超えるときは、83,480円））

## 労働基準監督官
労働基準監督署長及び労働基準監督官は、この法律の施行に関する事務をつかさどる（第12条、施行規則第10条）。

## 規定内容
この法律は、一酸化炭素中毒症にかかった労働者に対する差別的取扱の禁止、健康診断の実施、作業転換等の措置、福利厚生施設の供与、リハビリテーション施設の整備、労働基準監督官の権限、都道府県労働局長及び労働基準監督署長に対する報告、罰則等について規定している。